# Morris (Oxford)
Morris is een historisch merk van motorfietsen.
De bedrijfsnaam was: William Morris, later Oxford Automobile & Cycle Agency, Oxford.
William Richard Morris, die later bekend werd als Lord Nuffield, bouwde motorfietsen met De Dion- en MMC- 2¾ pk inbouwmotoren in eigen frames. De motorfietsen werden geproduceerd van 1902 tot 1905. 
Later ging hij automobielen produceren en werd een van de beroemdste autofabrikanten van Engeland, zie Morris (automerk).
- Er was nog een merk met de naam Morris, zie Morris (Birmingham)